# Lamellibrachia
Genre
Lamellibrachia est un genre de vers tubicoles liés au ver tubicole géant, Riftia pachyptila. Ils vivent sur les suintements froids, là où les hydrocarbures (pétrole et méthane) s'échappent des fonds marins.
L. luymesi fournit les bactéries en sulfure d'hydrogène et d'oxygène en les prenant de l'environnement et en les liant à une molécule d'hémoglobine spécialisée. Contrairement aux vers tubicoles qui vivent à proximité des cheminées hydrothermales, Lamellibrachia utilise une extension postérieure de son corps appelée « racine », pour puiser le sulfure d'hydrogène dans les sédiments. Lamellibrachia peut également contribuer à alimenter la production de sulfure en excrétant des sulfates par leurs racines dans les sédiments.
L. luymesi vit dans le nord du golfe du Mexique, de 500 à 800 m de profondeur. Ce ver tubicole peut atteindre des longueurs de plus de 3 m, il grandit très lentement, et détient le record de longévité pour un invertébré, avec des individus vieux de plus de 200 ans. Ils constituent un habitat biologique, en créant de grandes agrégations de centaines de milliers d'individus. Plus d'une centaine d'espèces différentes d'animaux vivent dans ces agrégations, dont beaucoup ne se trouvent que dans ces suintements. 
Si la plupart des espèces de vers vestimentifères vivent dans les eaux profondes sous la zone photique, Lamellibrachia satsuma a été découvert dans la baie de Kagoshima, à une profondeur de seulement 82 m, le record de faible profondeur pour un vestimentifère[réf. nécessaire].

## Liste des espèces
- Lamellibrachia barhami Webb, 1969
- Lamellibrachia columna
- Lamellibrachia juni
- Lamellibrachia luymesi van der Land and Nørrevang, 1975
- Lamellibrachia satsuma Miura, Tsukahara & Hashimoto
- Lamellibrachia victori Mañe-Garzon & Montero, 1985